# Myco
마이코(myco, マイコ, 1979년 2월 27일 ~) 일본의 가수, 성우이자, 라디오 성우이다. 도쿄도 출신.
2005년 3월 31일에 가수 활동을 멈추겠다는 것을 발표한 이후 동년 9월 11일에 다시 활동 재개를 선언했다.
성우로 활동했을 당시 대표작은 코야마 미츠키 역을 맡은 《달빛천사》이다.

## Changin’My Life
원래는 헨미 노리타카(辺見鑑孝, key)가 리더로 활동했고, 마이코(vo), 다나베 신타로(田辺晋太郎, g)로 성립되었고 유니 멤버였다.
거기까지는 세 멤버가 따로 활동했다. 다나베와 마이코가 꽃구경을 가던 중에 만났고, 같은 목적으로 이야기는 단숨에 올라갔다. 아는 사람의 소개로 헨미가 참가했고 3명의 멤버가 발족되었다.
2001년 5월, 싱글 앨범 ｢Luv.Remix｣으로 데뷔했다. 2003년 5월, 헨미가 탈퇴하고 해산과 존속의 반복으로 다나베도 탈퇴했다. 마이코 만이 유일하게 myco~CML으로 새롭게 활동했다. 2005년 3월 31일에 레코드 회사의 계약 완료와 음반 활동을 잠시 중단했다. 그런데 2005년 11월 24일에 다나베와 마이코가 둘이서 Changin’My Life의 컴백 라이브 무대를 열었다. CML으로 테니스의 왕자(テニスの王子様)의 캐릭터 음악의 작사・작곡도 직접 했다.EMI 뮤직 재팬 PV Changin' My Life Eternal Snow 뮤비를 찍었다.

### 주요 작품 (Changin’My Life)

#### 싱글
- 1st (2001/05/30)

Luv.Remix
- 2nd (2001/10/31)

Star Dust
- 3rd (2002/06/12)

Myself
- 4th (2002/11/07)

ETERNAL SNOW
- 5th (2003/02/13)

エトランゼ
- 6th (2003/05/21)

IN FUTURE
- 7th (2003/11/19)

クリスマスにくちづけを

#### 앨범
- 1st (2002/07/26)

Changin' My Life
- 2nd (2003/03/19)

Caravan
- 3rd (2003/12/17)

The Best of My Life

## 개인정보 유출 사건
2005년 4월 말에, 마이코의 공식 HP 일기에 "ばかハッカー"라고 하는 마이코 본인의 가입에 의한 사건이 일어났다. 그 내용은 자신이 평상시 사용하고 있는 PC가 맛이 갔고 신용 카드 번호 등이 유출되었다는 내용이다. 일본 전역의 "만월"(満月) "풀문"(フルムーン)과 이름이 유사한 곳에서 닥치는 대로 코우야먀 미츠키(神山満月)명의로 예약이 되었다고 했다. 범인은 그녀의 팬 중 가운데 한 사람으로 판명되었다.

## 주요한 출연 작품・프로그램

### 만화
- Get Ride! アムドライバー（シャシャ）
- 만월을 찾아서(満月をさがして) (코우야마 미츠키(神山満月)／풀문(フルムーン))주인공

### 게임
- Get Ride! アムドライバー 相克の真実（シャシャ）
- NANA(芹澤レイラ)

### 텔레비전 프로그램
- Music　B.B.　주부니혼 방송(中部日本放送), 산텔레비전 작

### 라디오
- 마이코의 브로드밴드! 닛폰　LFX488(목 18:00 - 21:00)